# Маисурадзе, Нино
Нино Маисурадзе (груз. ნინო მაისურაძე; род. 13 июня 1982, Тбилиси) — французская шахматистка, гроссмейстер среди женщин (2009).
Чемпион Франции по шахматам среди женщин (2013, 2014).
В составе сборной Франции участница 2-х Олимпиад (2010—2012), командного чемпионата мира (2013) и 2-х командных чемпионатов Европы (2011—2013).
Замужем за бразильским гроссмейстером Александром Фиером.

## Изменения рейтинга
| Графики недоступны из-за технических проблем. См. информацию на Фабрикаторе и на mediawiki.org. |